# كايرو فستيفال سيتي
كايرو فستيفال سيتي هو أحد مشاريع مجموعة ماجد الفطيم الإماراتية وهو عبارة عن مجتمع حضري متعدد الاستخدامات يقع شرق الطريق الدائري بمدينة القاهرة الجديدة، مصر. يمتد المشروع على مساحة 700 فدان يضم فيلات، شقق سكنية، مناطق تجارية، مول، مدارس دولية ومساحات مكتبية ويضم حالياً أكبر مول في القاهرة الجديدة.الشقق السكنيه عباره عن. مجتمعات صغيره مثل ليفنج واورا استريم ٣ والمكاتب اداريه وفلل اوريانا ١ و٢ و٣ و٤ 

## وصلات خارجية
- الموقع الرسمي